# 威廉·施特默尔曼
威廉·施特默尔曼（德語：Wilhelm Stemmermann，1888年10月23日—1944年2月18日），纳粹德国将领，二战时期指挥第11軍。
在1944年苏联解放乌克兰时，苏军在科爾遜-契爾卡塞攻勢中包围了6万德军，他们在德军的报告中被称为施特默尔曼团。被俘的塞德利茨向包围圈内的德军喊话劝降无效后苏军装甲部队开始进攻。希特勒提供了燃料和军火的空运补给，胡贝也带领第1装甲集团军前来解围。施特默尔曼团还有远超斯大林格勒战役突围力量的装甲部队，最终部分德军渡过了格尼诺依-季基奇河，与对岸的主力汇合，大约一半的德军渡河成功，但许多德军被淹死，施特默尔曼中弹身亡，来不及渡河的1.8万人被俘。
施特默尔曼被追授橡葉佩劍騎士鐵十字勳章。